# Трайон (Північна Кароліна)
Трайон (англ. Tryon) — місто (англ. town) в США, в окрузі Полк штату Північна Кароліна. Населення — 1562 особи (2020).

## Географія
Трайон розташований за координатами 35°12′32″ пн. ш. 82°14′17″ зх. д. / 35.20889° пн. ш. 82.23806° зх. д. (35.208899, -82.237975).  За даними Бюро перепису населення США в 2010 році місто мало площу 5,18 км², уся площа — суходіл.

### Клімат
| Клімат : Трайон         | Клімат : Трайон | Клімат : Трайон | Клімат : Трайон | Клімат : Трайон | Клімат : Трайон | Клімат : Трайон | Клімат : Трайон | Клімат : Трайон | Клімат : Трайон | Клімат : Трайон | Клімат : Трайон | Клімат : Трайон | Клімат : Трайон |
| Показник                | Січ.            | Лют.            | Бер.            | Квіт.           | Трав.           | Черв.           | Лип.            | Серп.           | Вер.            | Жовт.           | Лист.           | Груд.           | Рік             |
| Абсолютний максимум, °C | 28,3            | 27,8            | 33,3            | 34,4            | 36,7            | 40,6            | 40,0            | 39,4            | 39,4            | 35,6            | 30,6            | 27,8            | 40,6            |
| Середній максимум, °C   | 11,9            | 13,7            | 18,1            | 23,1            | 26,7            | 30,1            | 31,3            | 30,7            | 27,8            | 22,9            | 17,4            | 12,6            | 22,2            |
| Середній мінімум, °C    | −0,3            | 0,6             | 3,8             | 8,0             | 12,5            | 16,8            | 18,9            | 18,4            | 15,3            | 9,1             | 4,2             | 0,6             | 9,0             |
| Абсолютний мінімум, °C  | −22,2           | −15,6           | −11,7           | −5              | −1,1            | 4,4             | 6,7             | 8,3             | 1,7             | −3,9            | −13,3           | −17,8           | −22,2           |
| Норма опадів, мм        | 133             | 130             | 157             | 121             | 128             | 132             | 140             | 152             | 131             | 117             | 108             | 136             | 1585            |
| ----------------------- | --------------- | --------------- | --------------- | --------------- | --------------- | --------------- | --------------- | --------------- | --------------- | --------------- | --------------- | --------------- | --------------- |
| Джерело: SERCC, NOAA    |                 |                 |                 |                 |                 |                 |                 |                 |                 |                 |                 |                 |                 |

## Демографія
Згідно з переписом 2010 року, у місті мешкало 1646 осіб у 819 домогосподарствах у складі 390 родин. Густота населення становила 318 осіб/км².  Було 1066 помешкань (206/км²).
Расовий склад населення:
| - 80,0 % — білих - 16,5 % — чорних або афроамериканців - 0,4 % — азіатів - 0,1 % — корінних американців - 1,6 % — осіб інших рас |

До двох чи більше рас належало 1,6 %. Частка іспаномовних становила 4,4 % від усіх жителів.
За віковим діапазоном населення розподілялося таким чином: 16,0 % — особи молодші 18 років, 46,0 % — особи у віці 18—64 років, 38,0 % — особи у віці 65 років та старші. Медіана віку мешканця становила 56,8 року. На 100 осіб жіночої статі у місті припадало 78,1 чоловіків;  на 100 жінок у віці від 18 років та старших — 73,1 чоловіків також старших 18 років.
Середній дохід на одне домашнє господарство  становив 50 789 доларів США (медіана — 35 972), а середній дохід на одну сім'ю — 62 678 доларів (медіана — 51 579). За межею бідності перебувало 14,0 % осіб, у тому числі 44,1 % дітей у віці до 18 років та 7,2 % осіб у віці 65 років та старших.
Цивільне працевлаштоване населення становило 664 особи. Основні галузі зайнятості: освіта, охорона здоров'я та соціальна допомога — 33,4 %, роздрібна торгівля — 17,9 %, мистецтво, розваги та відпочинок — 7,8 %, оптова торгівля — 7,1 %.